# Tesserodon angulatum
Tesserodon angulatum är en skalbaggsart som beskrevs av John Obadiah Westwood 1841. Tesserodon angulatum ingår i släktet Tesserodon och familjen bladhorningar. Inga underarter finns listade i Catalogue of Life.